# Hermann Buchinger
Hermann Buchinger (* 20. Dezember 1890 in Mödling; † 11. Oktober 1958) war ein österreichischer Politiker (SPÖ). Buchinger war von 1945 bis 1958 Abgeordneter zum Landtag von Niederösterreich.
Buchinger besuchte nach der Volksschule die Bürgerschule und absolvierte eine Lehre als Metallschleifer. Er engagierte sich im Betriebsrat und war im Republikanischen Schutzbund aktiv. 1934 wurde er aus politischen Gründen verhaftet. Nachdem er 1945 zum SPÖ-Bezirksparteivorsitzenden gewählt worden war, vertrat er seine Partei vom 12. Dezember 1945 bis zum 12. Oktober 1958 im Niederösterreichischen Landtag. Er war zudem von 1954 bis 1958 Gemeinderat in Mödling.